# Circle of Dead Children
Circle of Dead Children (CODC) est un groupe américain de deathgrind, originaire de Pittsburgh, en Pennsylvanie. Après la sortie d'une démo éponyme l'année même de leur formation, Circle of Dead Children signe avec Willowtip Records pour sortir leur premier album studio, Starving the Vultures, qui comprend les titres de la démo ainsi que plusieurs nouveaux titres. Le groupe se sépare en 2014.

## Histoire
Le groupe est formé à Pittsburgh, en Pennsylvanie, en 1998, après la séparation du groupe précédent de Joe Horvath et Jason Andrews, .blackwel. Ils rejoignent John Kubacka, David Good et Jon Miciolek qui jouaient dans divers groupes de punk rock à l'époque. Après leur dixième répétition, ils enregistrent et autofinancent leur première et unique cassette démo, qui est éponyme. Cent exemplaires sont fabriqués pour être distribués, et la cassette est ensuite vendue lors de leurs deux premiers concerts. La démo contient quatre titres et ne dure que 5 minutes 45. Le groupe se concentre sur les concerts dans la région de Pittsburgh pendant ses deux premières années d'existence. Lors de chacun des concerts des deux premières années, le chanteur Joe Horvath se livre à une auto-batterie et à des effusions de sang, ce qui a ajouté à l'effet de choc.
En 1999, Circle of Dead Children est approché pour faire un split 10" avec Maharahj, un groupe de heavy metal de l'Ontario, au Canada. En deux semaines et demie, CODC avait écrit et enregistré 7 titres pour la sortie proposée. L'enregistrement a lieu aux Plus/Minus Studios, à Pittsburgh, en Pennsylvanie, avec Todd Doehring. Le groupe enregistre avec toutes les lumières éteintes et seulement quelques bougies allumées et dispersées dans l'entrepôt. Après plusieurs échecs avec l'autre groupe et le label proposé, Circle of Dead Children prend la décision de sortir les chansons sous forme de CD EP sur Willowtip Records. Ils sortent également les chansons sur un picture disc 7" en édition limitée, sur Robodog Records, avec un pressage de 500 exemplaires. Chaque face du picture disc est orné d'une illustration unique. Le chanteur, Joe Horvath, a peint l'œuvre qui est devenue la pochette de l'album, après avoir eu des difficultés à trouver une œuvre d'art appropriée qu'ils pouvaient commander. Après la sortie de Exotic Sense Decay, CODC se sépare de son bassiste d'origine, David Good. Cet album comporte sept titres et une durée totale de 12:19.
Après la sortie de leur Human Harvest en 2003, CODC se sépare du batteur Mike Rosswog.
Avant le départ du batteur Mike Bartek en 2006, Circle of Dead Children avait écrit douze nouvelles chansons, mais ne les avait jamais enregistrées. Le groupe se retrouve à nouveau en pause prolongée pendant qu'il cherchait un nouveau batteur. Matt Francis, originaire de Binghamton, New York, rejoint le groupe en 2007 et déménage finalement à Pittsburgh pour être plus proche en 2008. En 2009, le groupe enregistre la musique des douze chansons qu'ils avaient précédemment écrites ainsi que trois nouvelles chansons supplémentaires au Mr. Smalls Studio, à Pittsburgh, PA. En raison d'une grave maladie et d'autres contretemps, Joe Horvath n'enregistre ses voix pour l'album que plusieurs mois plus tard. Psalm of the Grand Destroyer est masterisé et produit par Scott Hull au Visceral Sound, basé à Bethesda, dans le Maryland, et publié par Willowtip Records pour les Amériques et Candlelight Records pour l'Europe et l'Asie en juin 2010. Willowtip Records sort également un pressage vinyle limité à 500 exemplaires, dont 250 sur de la cire dorée et 250 sur de la cire rouge. Cette édition comporte quinze titres et a une durée totale de 31:47.
Le groupe se sépare en 2014.

## Style musical
Le groupe joue généralement un style varié de metal extrême, combinant grindcore, death metal et crust punk avec des touches de black et doom metal avec des atmosphères apparaissant parfois dans l'écriture. L'écriture des chansons utilise le format traditionnel du grindcore et du deathgrind en écrivant des chansons très courtes : six secondes, par exemple, pour le morceau White Trash Headache. D'autres morceaux deviennent beaucoup plus longs : 5 minutes et 45 secondes, par exemple, pour le titre Germinate the Reaper Seed. En 2005, le magazine Metal Maniacs publie un article écrit par Wade Gosselin, dans lequel il choisit deux « groupes de grind modernes » qui, selon lui, avaient placé la barre le plus haut dans la scène grindcore moderne. L'article s'intitule Suffocate Mediocrity / Expanding Grindcore et présente Circle of Dead Children et Antigama.

## Discographie
- 1998 : Circle of Dead Children (démo)
- 1999 : Starving the Vultures (CD: Willowtip Records, S.O.A. Records)
- 2000 : Exotic Sense Decay  (CD EP, Willowtip Records, Robotic Empire)
- 2001 : The Genocide Machine (Deathvomit Records, Willowtip Records)
- 2003 : Human Harvest (CD, Martyr Music Group, Displeased Records)
- 2005 : Zero Comfort Margin (CD, Earache Records, Arclight Commincatons)
- 2010 : Psalm of the Grand Destroyer (CD, Willowtip Records)